# Die Krähe und der Wasserkrug

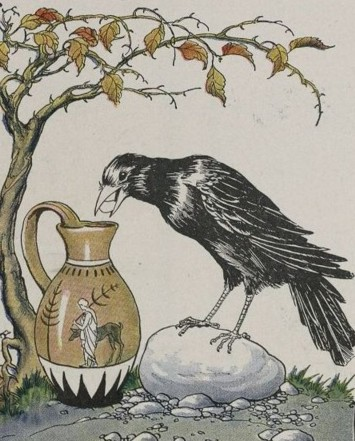
Illustration von Milo Winter

Die Fabel Die Krähe und der Wasserkrug von Äsop handelt von einer durstigen Krähe, die durch Geschick an Wasser kommt.

## Inhalt
Eine Krähe sucht in den heißen Sommermonaten vergebens nach Wasser, bis sie einen Krug vor einem Haus findet. Die Krähe versucht aus dem Krug zu trinken, aber er ist nur halb voll und es gelingt ihr deshalb nicht, ihren Durst zu stillen. Um an das Wasser zu gelangen, wirft die Krähe Steine in den Krug, bis sie das kühle Nass erreichen kann.
Die Moral der Fabel ist: Ausdauer und Verstand führen immer zum Ziel.